# Legislativversammlung von Tocantins
Die Legislativversammlung von Tocantins, amtlich portugiesisch Assembleia Legislativa do Estado do Tocantins (ALETO), ist das oberste gesetzgebende Organ des brasilianischen Bundesstaats Tocantins (Aussprache tokɐ̃ˈtʃɪ̃s).
Tocantins ist der jüngste Bundesstaat. Er wurde durch die achte Verfassung 1988 gegründet und aus Goiás ausgegliedert. Am 1. Januar 1990 wurden die Regierungskörperschaften von Miracema do Tocantins nach Palmas verlegt.
Der Sitz befindet sich seit 1995 in einem eigenen Gebäude in Palmas am Praça dos Girassóis. Das Einkammerparlament besteht aus 24 nach Verhältniswahlrecht gewählten Abgeordneten, den deputados estaduais, die auf vier Jahre gewählt werden, zuletzt bei den Parlamentswahlen im Rahmen der Wahlen in Brasilien 2018. Die Arbeit des Parlaments wird durch zehn Ständige Kommissionen unterstützt.
Erste Wahlen fanden am 1. Januar 1989 noch in Miracema do Tocantins statt. 26 Abgeordnete waren gewählt worden, die 1. Legislaturperiode verlief von 1989 von 1990, zum Präsidenten war der spätere Gouverneur Raimundo Nonato Pires dos Santos, genannt Raimundo Boi, gewählt worden. Die Versammlungen fanden bis 1995 in einem provisorischen Rahmen statt.
Aktuell (2019) ist nach der Parlamentswahl in Tocantins 2018 die 9. Legislaturperiode für den Zeitraum 2019 bis 2023, für die Toinho Andrade, eigentlich Antonio Andrade, der Partei PODE für die erste Zweijahresamtszeit zum Präsidenten des Präsidiums, dem mesa diretora, gewählt wurde.